# Neotamandua
Neotamandua és un gènere extint de mamífers pilosos de la família dels mirmecofàgids que visqueren a Sud-amèrica des del Miocè mitjà fins al Pliocè superior, fa entre 3 i 15,5 milions d'anys. Se n'han trobat restes fòssils al grup Honda (Colòmbia) i les formacions d'Andalhualá i el Collón Curá (Argentina). Se sap que tenien un estil de vida arborícola. Eren més grossos que els tamàndues, però més petits que el formiguer gegant d'avui en dia. L'espècie N. borealis és l'avantpassat directe d'aquest últim. El nom genèric Neotamandua significa ‘nou Tamandua’.